# Otto Weininger
Otto Weininger (Vienna, 3 aprile 1880 – Vienna, 4 ottobre 1903) è stato un filosofo austriaco.
Nel 1903 pubblicò Sesso e carattere, che divenne popolare dopo il suo suicidio all'età di ventitré anni. Continuò ad essere apprezzato come lavoro geniale da molti altri, tra cui il filosofo Ludwig Wittgenstein.

## Biografia
Otto Weininger nacque dall'unione di Leopold Weininger, un orefice ebreo, e sua moglie Adelheid. Weininger fu uno studente dotato. Dopo essersi diplomato nel luglio del 1898 si iscrisse all'Università di Vienna. Studiò principalmente filosofia e psicologia ma anche scienze naturali e medicina. Aveva una buona padronanza di diverse lingue.
Nell'autunno del 1901 Weininger trovò un editore per il suo lavoro Eros e Psyche - che propose come tesi nel 1902. Incontrò Sigmund Freud che però non lo aiutò nella pubblicazione. La commissione accettò la tesi di Weininger ed egli si laureò. Poco dopo divenne orgogliosamente un fervente protestante.
Dopo aver viaggiato per l'Europa ritornò per qualche tempo a Vienna. In quei tempi cominciò a soffrire di depressione.
Nel giugno del 1903, dopo mesi di duro lavoro, l'editore viennese Braumüller & Co pubblicò la sua opera Sesso e carattere, un tentativo di "porre in nuova e decisiva luce le relazioni sessuali".
Il libro non fu accolto negativamente, ma tuttavia non trovò l'entusiasmo che Weininger si aspettava.
Il 3 ottobre Weininger prese una stanza nell'edificio di Schwarzspanierstraße 15, la stessa dove morì Beethoven. Il mattino dopo fu trovato completamente vestito sul pavimento, incosciente, con una ferita da arma da fuoco nella parte sinistra del torace. Fu portato in ospedale, dove morì, all'età di ventitré anni. Venne sepolto al Matzeiensdorfer Friedhof di Vienna.

## Sesso e Carattere
Nella sua opera Sesso e carattere, Weininger ipotizza che tutte le persone siano composte di un insieme di sostanze maschili e femminili, e cerca di sostenere il suo punto di vista scientificamente. Il lato maschile sostiene che sia attivo, produttivo, cosciente e logico, mentre il lato femminile sia passivo, improduttivo, inconsapevole e illogico o amorale. Weininger sostiene che l'emancipazione dovrebbe essere riservata alle "donne mascoline", ad esempio le lesbiche, e quelle donne la cui funzione riproduttiva sia esaurita: la donna è vista come uno strumento riproduttivo. All'opposto, il compito del maschio, o dell'aspetto mascolino della personalità, è la tensione alla genialità e l'abbandono della sessualità per un amore verso l'assoluto, verso Dio, che può trovare in se stesso.
Una parte notevole del libro è sulla natura del genio. Weininger suggerisce che non esista una genialità particolare, ma solo universale, in cui tutto esiste e ha senso. Egli sostiene che questo genio probabilmente esiste in un certo grado in ognuno di noi.
In un capitolo separato, Weininger analizza l'archetipo della donna ebrea, e quindi profondamente irreligiosa, priva di individualità e del senso del bene e del male. La cristianità è descritta come "la più alta espressione del più grande destino", mentre l'ebraismo "la più vile codardia". Weininger critica la decadenza dei costumi contemporanei e attribuisce ciò allo spirito femminile, e quindi alle influenze ebraiche.

## Rapporti col nazismo
Si sostiene che il 1º dicembre 1941 Adolf Hitler abbia detto che Dietrich Eckart gli riferì di "aver conosciuto un unico ebreo decente, Otto Weininger, che si è tolto la vita quando ha compreso che l'ebreo vive della dissoluzione dei costumi nazionali altrui". Sesso e carattere resta ancor oggi, per la sua violenta carica di odio e disprezzo antiebraico, e per il suo carattere pseudoscientifico, un punto di riferimento della letteratura antisemita universale.